# Katedra św. Mikołaja w Sassari
Katedra pw. św. Mikołaja w Sassari (wł.: Cattedrale di San Nicola) – najważniejszy kościół rzymskokatolicki w Sassari (Sardynia, Włochy) poświęcony świętemu Mikołajowi z Miry. Katedra zlokalizowana jest w historycznym centrum miasta, na placu Piazza del Duomo.

## Historia
Kościół poświęcony świętemu Mikołajowi istniał w tym miejscu już w XII wieku. W XIII wieku świątynia została przebudowana w stylu romańskim. Do roku 1278 była to jedyna parafia w Sassari, później pojawiły się w mieście również inne parafie. W związku z przeniesieniem siedziby diecezji z Porto Torres do Sassari w roku 1441, w latach 1435–1518 kościół został radykalnie przebudowany w stylu gotyckim.
W XVII–XVIII wieku powstała obecna barokowa fasada katedry.

## Architektura
Wysoka wieża katedry umiejscowiona po lewej stronie głównej kopuły jest właściwie jedyną pozostałością z pierwotnej romańskiej świątyni. Na szczycie wieży znajduje się nieduża ośmiokątna kopuła. Główna kopuła położona jest centralnie.
Charakterystycznym elementem zewnętrznej dekoracji są rzygacze, niektóre w postaci gargulców. Część z nich pochodzi z okresu gotyku, a część to rekonstrukcje.